# Прандини, Дженна
Дженна Элизабет Прандини (англ. Jenna Prandini; род. 20 ноября 1992, Кловис, Калифорния) — американская легкоатлетка, чемпионка мира 2022 года в эстафете 4×100 метров, серебряный призёр Олимпийских игр 2020 в Токио в эстафете 4×100 метров.

## Биография и спортивная карьера
Родилась 20 ноября 1992 года в городе Кловис, Калифорния. 
Выиграла национальный титул чемпионки 2015 года в беге на 200 метров, до этого она выиграла 100 метров на чемпионате NCAA Division I по легкой атлетике в 2015 году, выступая за команду Университета Орегон.  
Участвовала и в соревнованиях в прыжках в длину.
Она также заняла второе место в беге на 200 метров, заняла второе место в прыжках в длину в 2015 году и заняла третье место в беге на 100 метров в 2014 году. Прандини - вторая женщина, выигравшая NCAA 100 метров и USA National Outdoor 200 метров в том же году ( Мерлен Отти , 1982). 
В младшем классе она выиграла прыжки в длину и тройной прыжок, а также заняла второе место в беге на 100 метров. В 2011 году она также выиграла чемпионат США среди юниоров в прыжках в длину. 
На чемпионате мира 2015 в Пекине она выиграла серебро в эстафете 4х100 метров.
В 2015 году она выиграла премию Honda Sports Award.как лучшая спортсменка страны по легкой атлетике.

## На Олимпийских играх
На летних Олимпийских играх 2016 года в Рио она финишировала 10-й в беге на 200 метров.
Прандини участвовала в беге на 100 и 200 метров на летних Олимпийских играх 2020 года в Токио и помогла сборной США завоевать серебряную медаль в эстафете 4×100 м, пробежав третий этап эстафеты.

## Национальные титулы
- Чемпионат США по легкой атлетике на открытом воздухе: Бег на 200 метров : 2018
- Чемпионат США по легкой атлетике на открытом воздухе: Бег на 200 метров : 2015
- NCAA Женский Дивизион I Открытый чемпионат по легкой атлетике: Прыжки в длину : 2014: 100-метров : 2015
- NCAA Женский Дивизион I Чемпионат по легкой атлетике в помещении: Прыжки в длину: 2015

## Личные рекорды
- Бег на 100 метров - 10,92 секунды (2015)
- Бег на 200 метров - 21,89 секунды (2021 г.)
- Прыжки в длину - 6,80 м  (2015)
- Тройной прыжок - 12,73 м  (2010)

## Личные рекорды в помещении
- Бег на 60 метров в помещении - 7,15 секунды (2015)
- Бег на 200 метров в помещении - 22,52 секунды (2015 г.)
- Прыжки в длину - 6,65 м (2015)